# Stadio Carlo Stagno d'Alcontres
Lo stadio Carlo Stagno d'Alcontres - Barone di Barcellona Pozzo di Gotto (ME) è uno stadio di calcio.

## Descrizione
È situato nel quartiere Petraro. Vi gioca la prima squadra della città, la Nuova Igea Virtus.
Originariamente disponeva di 5000 posti a sedere, negli anni con diversi interventi di ampliamento la capienza è aumentata progressivamente e attualmente dispone di circa 7000 posti a sedere.
È strutturato in 3 settori: Tribuna coperta - Gradinate centrali e laterali - Settore ospiti (curva sud).
È dedicato a Carlo Stagno Villadicani d'Alcontres, presidente del Messina dal 1948 al 1951 e fondatore della squadra di calcio dell'Igea nel 1946 e a Nino Barone storico calciatore e dirigente della squadra.